# Ekaterina Alekseïevna Dolgoroukova
Pour les articles homonymes, voir Famille Dolgoroukov et Ekaterina Dolgoroukova.
La princesse Ekaterina Alekseïevna Dolgoroukova (ou Dolgoroukaïa, en russe Екатери́на Алексе́евна Долгору́кова ou Долгору́кая), désignée en français sous le nom de Catherine Dolgorouki, née en 1712, morte en 1747, était la fille du prince Alexeï Grigorievitch Dolgoroukov, le deuxième précepteur du futur empereur russe Pierre II. Fiancée à ce jeune empereur de 14 ans qui connut une fin prématurée, elle ne devint jamais impératrice de Russie.

## Biographie

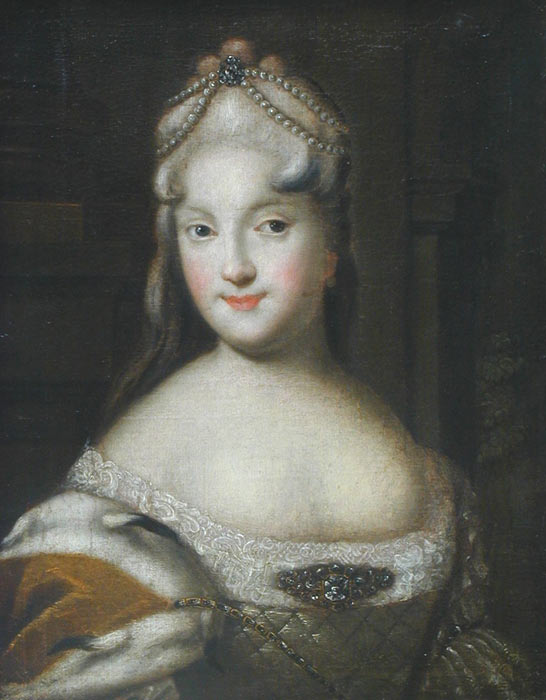
Portrait anonyme de la princesse Dolgorouki, à l'âge de 17 ans. Huile sur toile, Musée de Pskov.

Catherine Dolgorouki fut élevée avec son frère Ivan à Varsovie, dans la maison de son grand-père Grigori Fiedorovitch. Obéissant à l’ordre de son père, la princesse Catherine accepta d'épouser l'empereur Pierre II, alors qu'elle vouait un amour passionné au comte Melissimo, lui aussi épris d’elle. Le comte Melissimo était lui-même le beau-frère de l'ambassadeur d'Autriche, le comte Vratislav.
Le 19 novembre 1729, elle fut officiellement fiancée à l’empereur, et lors de la cérémonie solennelle de fiançailles du 30 novembre, reçut le titre « Son Altesse épouse promise ». Le lendemain des fiançailles, elle s’installa dans le palais Golovinsky, et le comte Melissimo fut éloigné à l'étranger.
Toutefois, Catherine ne devait jamais devenir l'épouse de Pierre II : en janvier 1730 Pierre II contracta la variole et mourut le 30, à la date prévue pour son mariage. Vassili Loukitch Dolgoroukov confectionna un faux testament en faveur de l’« épouse promise », mais ne prit toutefois  pas le risque de le rendre public.
Après la mort de Pierre II, la princesse Catherine retourna vivre au domicile de ses parents, mais lors de l’accession au trône de l'impératrice Anna Ivanovna, en avril 1730 elle fut avec eux assignée à résidence à Bérézov. En 1739 son frère aîné Ivan Alexeïevitch fut exécuté à cause d'accusation de falsification du testament de Pierre II, et, à partir de 1740, Catherine fut transférée à Tomsk et détenue au monastère de la Nativité du Christ dans les conditions les plus strictes et mise au secret pendant près d'un an. En 1741 l'impératrice Élisabeth ordonna sa libération et lui accorda le titre de demoiselle d'honneur.
En 1745, elle épousa le général Alexandre Romanovitch Bruce (ou Brioussov en russe), mais mourut deux années plus tard d'une fièvre inflammatoire.

## Source
- (ru) Cet article est partiellement ou en totalité issu de l’article de Wikipédia en russe intitulé « Долгорукова, Екатерина Алексеевна » (voir la liste des auteurs).